# 邕江
邕江（ようこう）は、中国広西チワン族自治区南部に位置する西江水系の一支流。左江・右江の2本の河流が邕江に流入し、邕江は鬱江に流入している。また、時には鬱江の一部と見なされることもある。邕江は南寧市内を流域としているため、人々からは南寧市の「母親河」とされている。

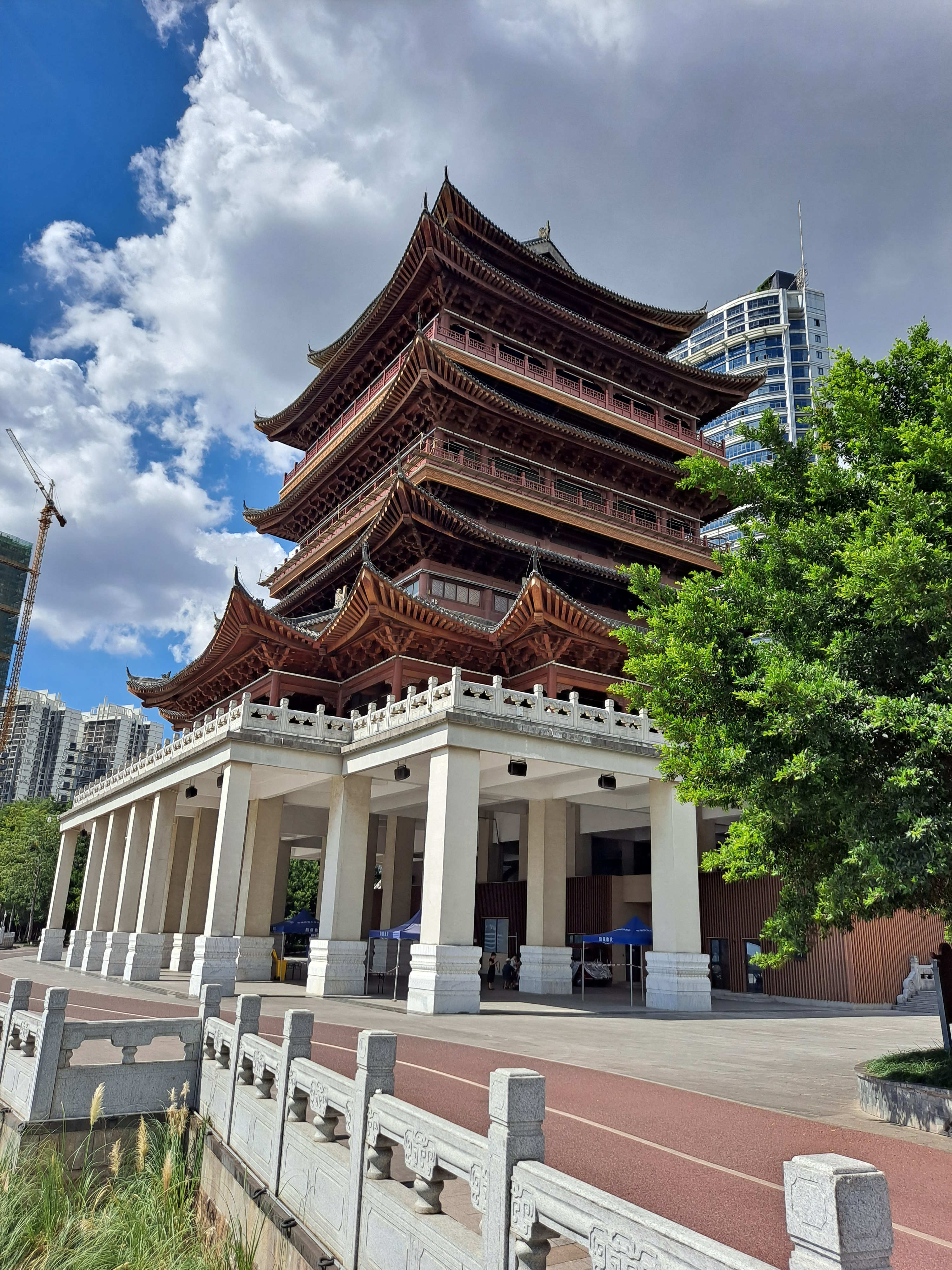
暢遊閣